# Seitan

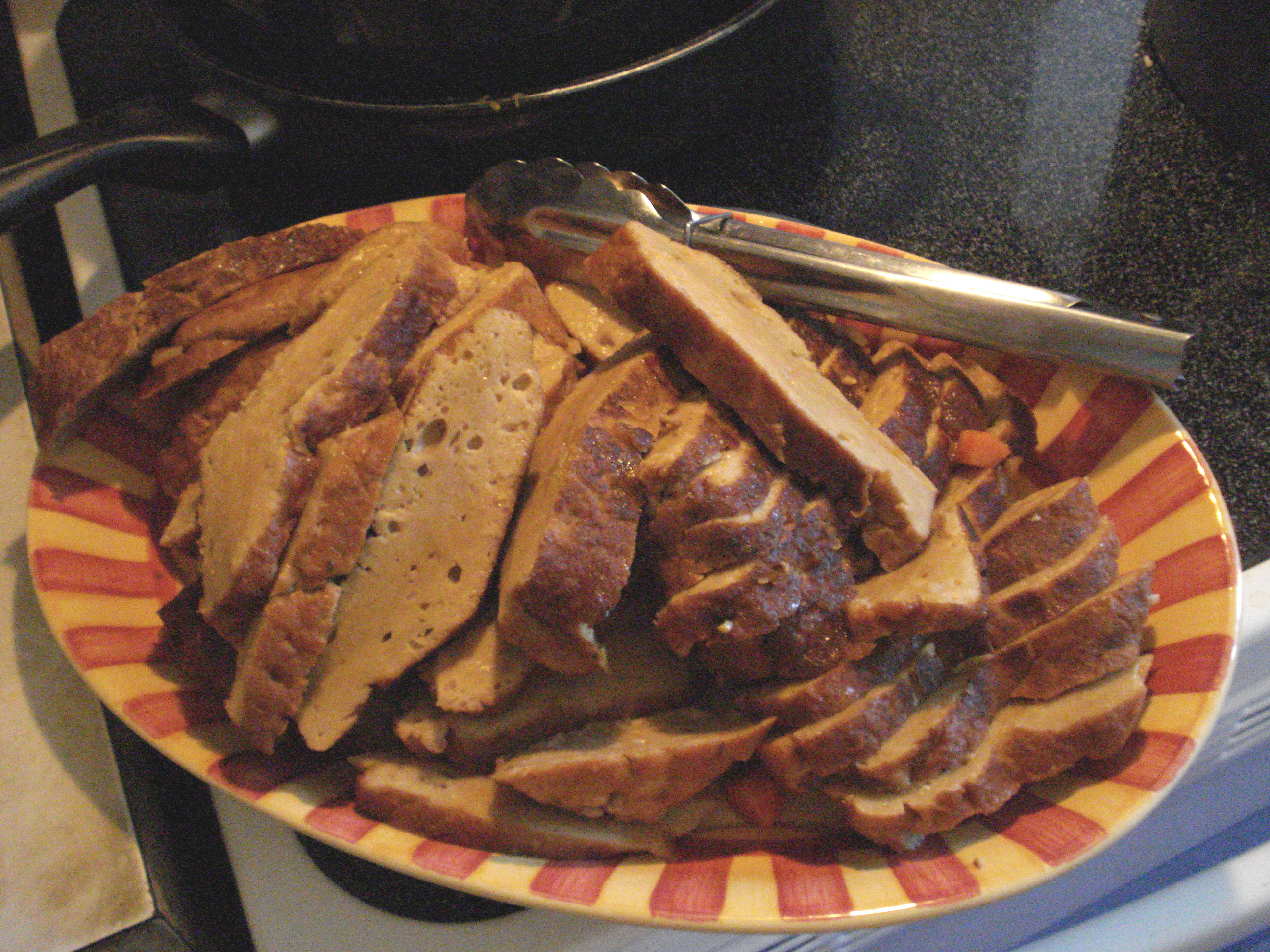
Tranches de seitan rôties.

Le seitan est une spécialité à base de farine de blé ou d'épeautre, dont ont été extraits l'amidon et le son afin de ne laisser que le gluten. Il est l'équivalent du godhumai paal (கோதுமை பால்), du mianjin (面筋 / 麵筋, miàn jīn) et du fu (麩) des cuisines traditionnelles indienne, chinoise et japonaise.

## Étymologie
Le mot seitan a été inventé par Georges Ohsawa (1893-1966), fondateur de la macrobiotique, mais le gluten de blé et d’épeautre est connu depuis longtemps sous différentes dénominations : en Asie, on l'appelle notamment « nourriture de Bouddha », car ce seraient des moines bouddhistes zen qui l’auraient créé il y a un millier d'années et qui l’auraient diffusé sur tout le continent. Les Américains le surnomment wheat meat (« viande de blé, »).
L'étymologie de seitan la plus communément admise en fait la combinaison de sei (« être, devenir, à base de ») et de la première syllabe de tanpaku (« protéine »). Ainsi, seitan signifie « à base de protéine ».

## Préparation
Comme le mian jin (面筋), le fu (麩) et le godhumai paal (கோதுமை பால்) des cuisines traditionnelles chinoise, japonaise et indienne, il se prépare en pétrissant longuement une pâte faite d'eau et de farine de blé ou d’épeautre jusqu'à ce que tout l'amidon soit éliminé et qu'il ne reste plus que le gluten. Cette masse élastique est ensuite cuite dans un bouillon, la plupart du temps à base de sauce de soja accompagnée de légumes, de diverses épices et d'arômes. Il se présente alors sous la forme d’un bloc d’une texture ferme et spongieuse, un peu caoutchouteuse,.
Ce bloc peut ensuite se cuisiner de multiples façons : il peut se découper en tranches que l’on fait frire à la poêle, en cubes que l’on mélange à des recettes traditionnelles, en haché, sous forme de steak, etc. Le seitan fait partie des substituts aux protéines de la viande, d'où son surnom de "viande de blé". 

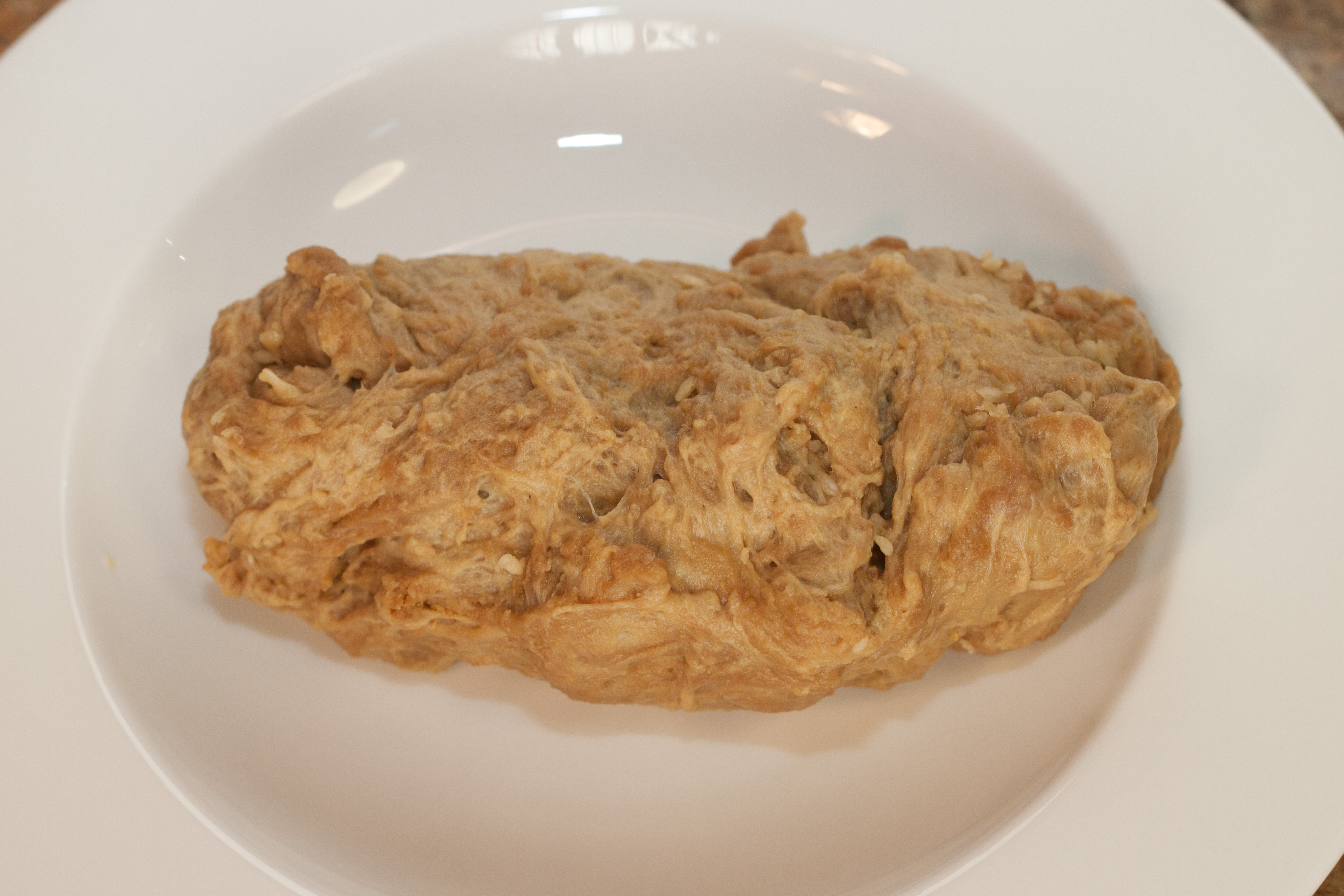
Un bloc de seitan cru prêt à être cuisiné.
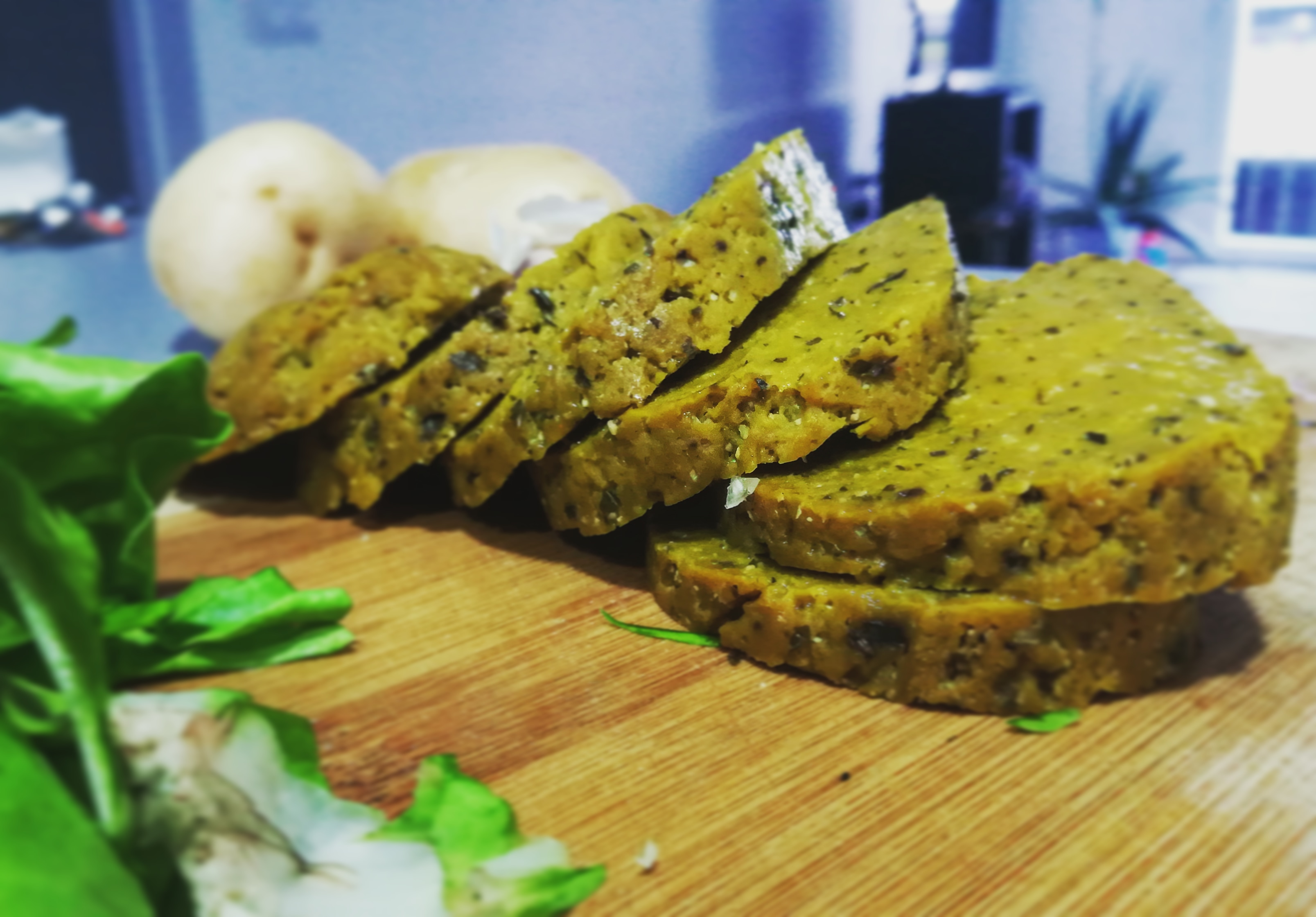
Des tranches de seitan assaisonnées et frites.
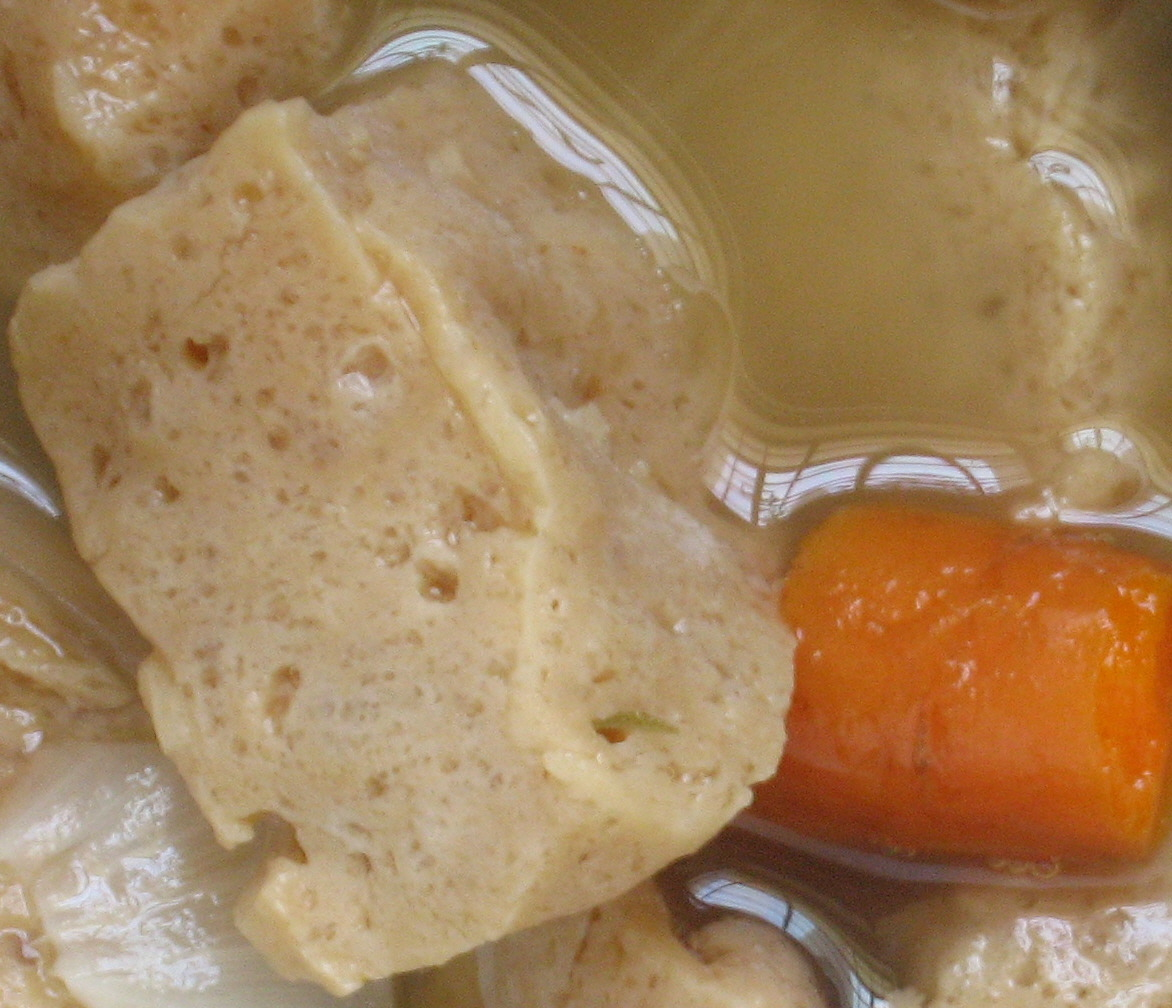
Des cubes de seitan.

## Valeurs nutritionnelles et caloriques
Le seitan est l’un des aliments végétaux les plus riches en protéines végétales de qualité supérieure (de 25 à 30 g par 100 g), ne contient pas de cholestérol et très peu de lipides. Il est faible en matière grasse, et regorge de minéraux comme le magnésium, le fer, le calcium et le phosphore. Riche en micro-nutriments (calcium, fer, phosphore et magnésium), il contient la quasi-totalité des acides aminés essentiels à l'exception de la lysine qui est en déficience, mais celle-ci est facilement disponible dans une alimentation équilibrée, qu’elle soit végétarienne ou omnivore,,,.